# 피로스 전쟁
피로스 전쟁(기원전 280년~ 기원전 275년)은 그리스(구체적으로 에페이로스, 마케도니아, 마그나 그라이키아의 그리스 도시국가들), 로마, 이탈리아 민족(주로 삼니움과 에트루리아), 카르타고 사이에 발생한 전쟁이다.
피로스 전쟁은 처음에 로마와 타렌툼 사이의 사소한 갈등에서 일어났다. 타렌툼은 코르키라와 싸우던 그리스의 지배자 에페이로스의 피로스에게 원조를 청했다. 피로스는 이를 수락하고 타렌툼, 로마, 삼니움, 에트루리아, 투리(그 외 여러 마그나 그라이키아 도시들)가 서로 얽힌 이 복잡한 전쟁에 뛰어들게 되었다. 피로스는 전쟁 중에 시칠리아에서 카르타고와도 싸우게 되었다.
피로스는 시칠리아에서 카르타고를 몰아냈었다. 그러나 이탈리아에서는 전황이 신통치 않아 장기전으로 흘러갔다. 이 전쟁으로 결국 로마가 승리하여 이탈리아반도를 재패하게 된다.
이 전쟁으로 "피로스의 승리"라는 표현이 생겼는데, 큰 손해를 치른 승리를 일컫는 말이다. 플루타르코스에 따르면 피로스는 한 전투 승리 보고를 듣고는 "이런 전투를 한 번 더 이겼다가는 우리는 망한다."라고 말하였다.